# 51824 Mikeanderson
51824 Mikeanderson eller 2001 OE30 är en asteroid i huvudbältet som upptäcktes den 19 juli 2001 av NEAT vid Palomar-observatoriet. Den är uppkallad efter den amerikanska astronauten Michael P. Anderson som omkom i olyckan med rymdfärjan Columbia den 1 februari 2003.
Asteroiden har en diameter på ungefär 4 kilometer och den tillhör asteroidgruppen Eos.